# Barranco de Cegos
Barranco de Cegos, romance de 1961, é considerada a obra-prima de Alves Redol, expoente do neo-realismo em Portugal.
A obra acaba por ser a biografia de uma personagem fundamentalmente simbólica de um latifundiário ribatejano cuja história Redol relata a partir de 1891, ano da revolta republicana no Porto.
Barranco de Cegos faz parte de uma fase que começou com A Barca dos Sete Lemes e em que a intervenção política e social é posta em segundo plano, dando lugar a um centramento nas personagens e na sua evolução psicológica.

## Resumo
Barranco de Cegos conta a trajetória dos Relvas, abastados lavradores com propriedades em Ribatejo e Alentejo. A história tem seu início com o funeral de Rui Araujo, genro de Diogo Relvas e está inserido na crise financeira de 1891, o colapso de economia portuguesa, onde logo após o enterro Diogo se reúne com os poderosos de Aldebarã para achar um meio de fazer pressão sobre o Governo, obrigá-lo a escolher a lavoura que sempre foi um meio seguro aos investimentos duvidosos da indústria. Depois somos situados na Torre dos Quatro Ventos, lugar no qual Diogo conversa com seus antepassados. Sente-se o crescimento do ideal republicano e a queda do poder de Diogo Relvas é inevitável. Desamparado e sem prestígio na vila vai morrer na Torre, sozinho, sem que ninguém saiba se será embalsamado. Só depois de um acidente é que se descobre a verdade sobre o mito de 110 anos de vida de Diogo Relvas::369:371
“Foi então que certo gato lírico resolveu oferecer à gata amarela um pássaro vivo. Tinha a certeza de que ela gostaria de apanhar um entre as patas. Cheia de ardis, fingiu-se morto no telhado sobre o qual se erguia a torre, lugar predileto de toda a passarada da floresta. Os beirados estavam cheio de ninhos e de trinados. Já amarinhara ao coruto, estendera a pata vezes sem conta e nada conseguira. Mas o gato lírico não desistia do projeto.
E numa manhã de Janeiro, ainda por cima cheia de sol ameno, já medidos e estudados todos os movimentos da passarada vadia, o gato estendeu-se no telhado, serrando os olhos. Pouco a pouco, uns pardais afoitos quase lhe tocaram nas asas brincalhonas. Vinham em grupos, primeiro; depois chegaram-se outros; e um deles, sozinho, gordo, podia dizer-se correu sobre o beirado, debicou umas ervas nascidas por ali, e voltou-se para os lados da mata, querem cantar também. O gato descerrou mais os olhos, mediu bem a distância e lançou-se num salto.
Espavorido, o pardal abalou rente às telhas, batendo as asas com frenesi, e foi tocar num dos vidros da torre, julgando que tinha o espaço livre à sua frente. Cego também, o gato deduziu mesmo. E como não dispunha de meios para voar e o corpo lhe pesava de mais, enfiou a cabeça por um vidro grande e achou-se dentro do mirante. Ainda o coração não se refizera do susto, deparou-se-lhe a figura imponente do lavrador, sentado na cadeira onde o caruncho roía, roía… Pareceu-lhe vê-lo erguer-se e com três saltos saiu por outra janela, estilhaçando mais um vidro.
.....
Devagar, aproximou-se do sítio onde jazia o pó deixado por Diogo Relvas e pegou cuidadosamente nos farrapos da jaqueta e da calça sevilhana. Abriu uma das janelas, olhou à volta e resolveu-se a sacudir o avô, deixando que a brisa da tarde pegasse naquela poeira fina e branca. Tão branca e tão fina que uma espécie de nevoeiro começou a serrar-se à volta dos limites de Aldebarã, envolvendo-a com o manto espesso de uma noite estranha e alva na qual voavam abutres, pronto a acometer quem viesse perturbar a doce paz dos lagartos de loiça”.

## As características da obra
Romance do Neorrealismo Português escrito entre Novembro de 1960 e Novembro de 1961:371 e publicado em 1962, Barranco de Cegos está dividido em três livros: “O Livro das Horas Plenas”, “O Livro das Horas Amargas” e “ O Livro das Horas Absurdas”. Tem uma estrutura com pequenos capítulos. Usa a crise de 1891 como cenário para a narração, percebendo-se que há uma preocupação com a descrição deste espaço político. Expõe as condições de vida e de trabalho da classe rural de Ribatejo. O titulo é retirado da epígrafe de S. Mateus ("Deixai-os; cegos são e condutores de cegos; e se um cego guia a outro cego, ambos vêm a cair no barranco"). O próprio autor afirma que o papel de sua obra, não se limita à literatura, ou à arte pela arte mas que tem a intenção de fornecer uma utilidade para a sociedade. Podemos perceber isto quando ele afirma que: “A arte deve contribuir para o desenvolvimento da consciência e para melhorar a ordem social.”

### O foco narrativo
A voz da narrativa é atribuída a um narrador observador, em terceira pessoa, isso faz com que a narrativa assuma uma preocupação mais global, caracterizando o estilo do autor nesta obra, que tem fortes impressões do neorealismo, fazendo com que, ao longo dela possamos perceber uma forte preocupação com assuntos sociais.

### O enredo
A história tem seu início com o funeral de Rui Araújo, genro de Diogo Relvas, e está inserido na crise financeira de1891, o colapso de economia portuguesa. Logo após o enterro, Diogo se reúne com os poderosos de Aldebarã, para achar um meio de fazer pressão sobre o Governo e obrigá-lo a escolher a lavoura que sempre foi o meio mais seguro de investimentos, ao invés dos duvidosos resultados da indústria. Diogo Relvas é caracterizado como um tirano que manda e desmanda na vida dos filhos e dos empregados. O clímax da história acontece com a queda do seu poder, isso se dá, com a fragmentação da Monarquia, logo após sente-se ameaçado pelos filhos que não o respeitam mais, desmoralizado, pensa e fala em confrontar os carbonários, e por fim é expulso da vila, e vai para a Torre dos Quatro Ventos de onde nunca mais sairá. Por fim, quando morre, o neto que o substitui na direção trata às escondidas de embalsamar Diogo Relvas para dar a ideia de que se mantém vivo, como mostra em um dos últimos capítulos::365
“O ar viciado entontecia-o à entrada, mas depois acabava por se habituar, procedendo em tudo como no tempo em que conferenciava com o avô. Adivinhava que o espreitavam por toda a parte, donde se podia avistar o mirante. E ali se conservava durante uma hora, pelo menos, sempre de pé, em atitude respeitosa, junto da mesa onde Diogo Relvas permanecia embalsamado e jovial.
Tirava-lhe o chapéu, dava-lhe uns borrifos de éter e escovava-lhe as barbas e o cabelo, de maneira a evitar que tomassem aquele aspecto de juta velha. Depois abria as cortinas para que todos assistissem ao encontro, deixando cerrada a janela que deitava para o poente, não se desse o caso de o sol lhe queimar o velho”.

### O protagonista
Diogo Relvas, protagonista que desencadeia a narrativa, é um latifundiário de pensamento bucólico, que não concorda com os avanços industriais, que impõe suas leis para todos a sua volta.

### O tempo e o espaço
A narrativa é caracterizada por uma ordem cronológica, e também por um tempo histórico, pois é passada em um momento de crise em 1891, “O Banco Lusitano já rachara pelo meio (...)”:26. É composta por um espaço social, isto fica evidente na descrição do espaço político e econômico da época, “A corrida ao dinheiro prosseguia, alucinada. Lutava-se, a murro, por moedas de ouro à porta dos banqueiros ou por um lugar nas bichas das tesourarias(...)”:24.
Retrata as diferenças que existem entre as classes sociais, as condições de trabalho, e do espaço da grande cidade em relação ao espaço e rural, tudo isto com um forte tom de denúncia.

### O conflito
Redol coloca-nos em situações adversas em sua obra. Traz um Portugal que está inserido em um contexto político de mudança brusca e instabilidade econômica e que vai culminar na crise de 1891. Apresenta a divisão existente dentro da burguesia entre os liberais e absolutistas, republicanos e monárquicos, rurais e urbanos. Há, portanto, uma preocupação em mostrar que não existe uma única visão sobre os fatos mesmo sendo participante de um mesmo grupo social ou passando por uma questão em comum. Acima de todos os aspectos sociais que a obra possa ter, Redol coloca como um dos pontos em evidência as desventuras de uma família que com os passar das gerações vai se tornando mais distante.

## Apreciação
Mário Dionísio (para a 3.ª edição, em 1970, da obra) afirma que Barranco de Cegos era "a sua obra prima sem dúvida, sem dúvida um dos romances mais completos dos nossos dias, sem dúvida também um dos grandes romances de toda a nossa história literária.
O que mais, ou primeiro, nele impressiona é a densidade e a variedade dos materiais e a unidade que interiormente os faz viver no universo fechado de toda a obra acabada. E é essa decerto a nota maior que define um romancista. Mas o que neste romance poderia ser pesado de imobilidade ou de andamento menos ágil anima-se, pelo contrário, de surpresas narrativas ou descritivas que não comprometem nunca a gravidade do contexto.":14
Mais à frente refere também que "Romance tradicional pela composição (e só até certo ponto), romance moderno pelo tema (ou temas) e pela maneira de sugerir, Barranco de Cegos ilumina o sentido mais oculto da busca do autor e esclarece definitivamente que, se Redol não fazia ou fazia mal o que toda a gente dele esperava, não era porque não pudesse fazê-lo como toda a gente mais ou menos faz, mas por ser outro o seu alvo.":15
Refere ainda Mário Dionísio sobre Barranco de Cegos que "Romance do Ribatejo, sim, e o mais completo livro que se escreveu sobre uma região que já entusiasmara Garret (um dos mestres de Redol) e interessara Ramalho. Romance de uma família poderosa e dum mundo que em torno dela e sob ela gravita, de campinos, varinos, valadores. Mas romance também de uma época e dum país. Fundamentalmente, de cegos que conduzem cegos para o barranco, na imagem de S. Mateus, e do esforço mais ou menos cego, denodado e violento, para evitá-lo - em vão":15